# Zilairsky (huyện)
Huyện Zilairsky (tiếng Nga: ? райо́н) là một huyện hành chính tự quản (raion), của Bashkortostan, Nga. Huyện có diện tích 5772 kilômét vuông, dân số thời điểm ngày 1 tháng 1 năm 2000 là 18500 người. Trung tâm của huyện đóng ở Zilair.